# Dick's Picks Volume 2
Dick's Picks Volume 2 es el segundo álbum en vivo de Dick's Picks, serie  de lanzamientos en vivo de la banda estadounidense Grateful Dead. Fue grabado en la noche de Halloween de 1971 en el Ohio Theatre de Columbus, Ohio. El álbum consta del segundo set del concierto. Fue publicado en marzo de 1995, siendo el último álbum de Grateful Dead que se lanzó antes de la muerte de Jerry García. 
A diferencia del primer lanzamiento de Dick's Picks, el volumen 2 solo contiene un disco.

## Jam
El jam que aparece en el repertorio de canciones después de «Dark Star» generalmente se conoce como «Tighten Up Jam» por los coleccionistas debido a sus similitudes con la melodía «Tighten Up» de Archie Bell and the Drells. Grateful Dead tocaría el tema solo unas pocas veces, principalmente desde 1969 hasta 1971.

## Caveat emptor
Cada volumen de Dick's Picks tiene su propia etiqueta “caveat emptor”, que informa al oyente sobre la calidad del sonido de la grabación. La etiqueta del volumen 2 dice:
“Este disco compacto ha sido remasterizado digitalmente directamente desde la cinta analógica original de 7½ ips de un cuarto de pista. Es un vistazo de historia, no una grabación profesional moderna y, por lo tanto, puede exhibir algunas anomalías técnicas y los efectos inevitables de los estragos del tiempo.”

## Recepción de la crítica
Lindsay Planer, escribiendo para AllMusic, comentó: “Si bien es una selección sólida y completa, Dick's Picks, Vol. 2 no presenta un retrato profundo de esta fase de transición en el largo viaje de tres décadas de Grateful Dead”. En All About Jazz, Doug Collette elogió la “separación estéreo” capturada por el grabador Rex Jackson. Uncle Car de The Stoned Rock encontró comprensible que se eliminaran algunas pistas del repertorio de canciones final, pero reconoció que “eliminar 14 canciones de un programa deja al oyente con ganas de mucho más”. El autor Oliver Trager describió el álbum como “un buen ejemplo de Grateful Dead poco después de que el tecladista Keith Godchaux se uniera al combo”.

## Lista de canciones
| Disco uno |                                   |                                                                                                 |          |  |
| N.º       | Título                            | Escritor(es)                                                                                    | Duración |  |
| 1.        | «Dark Star»                       | Jerry Garcia Mickey Hart Bill Kreutzmann Phil Lesh Ron “Pigpen” McKernan Bob Weir Robert Hunter | 23:15    |  |
| 2.        | «Sugar Magnolia»                  | Weir Hunter                                                                                     | 6:34     |  |
| 3.        | «St. Stephen»                     | Garcia Lesh Hunter                                                                              | 7:10     |  |
| 4.        | «Not Fade Away»                   | Norman Petty Charles Hardin Holley                                                              | 7:26     |  |
| 5.        | «Goin' Down the Road Feeling Bad» | tradicional, arr. por Grateful Dead                                                             | 10:38    |  |
| 6.        | «Not Fade Away»                   |                                                                                                 | 3:20     |  |

## Créditos y personal
Créditos adaptados desde el folleto que acompaña al CD.
Grateful Dead
- Jerry Garcia – voz principal y coros, guitarra líder
- Keith Godchaux – teclado
- Bill Kreutzmann – percusión
- Phil Lesh – guitarra bajo, coros
- Bob Weir – guitarra rítmica, coros

Personal técnico
- Rex Jackson – grabación
- Dick Latvala – archivista

Diseño
- Gekko Graphics – diseño de portada